# 1947年至1948年英格蘭足總盃
1947/48球季英格蘭足總盃（英語：FA Cup），是第67屆英格蘭足總盃，今屆賽事的冠軍是曼聯，他們在決賽以4:2擊敗黑池，奪得冠軍。本屆賽事繼續在舊溫布萊球場舉行。
曼聯第二次贏得足總盃冠軍。

## 外部連結
1. 英格蘭足總盃官網Archive-It的存檔，存档日期2012-04-24
2. 英格蘭足總盃 歷屆冠軍（页面存档备份，存于）